# Carnets brésiliens
Pour plus de détails, voir Fiche technique et Distribution.
Carnets brésiliens est un téléfilm documentaire français réalisé par Pierre Kast en 1966 et diffusé à la télévision en 1968.

## Synopsis
Un voyage à travers le Brésil avec des interviews de personnalités brésiliennes, des musiciens, des poètes, des artistes...

## Fiche technique
- Scénario et commentaires : Pierre Kast
- Images : Affonso Beato
- Montage : Cécile Decugis
- Assistante au montage : Nicole Grob
- Montage parties musicales : Ruy Guerra
- Production : ORTF, Jean Chérasse
- Durée : 4 heures

## Interprétation
- Vinícius de Moraes
- Baden Powell
- Glauber Rocha
- Ruy Guerra
- Nara Leão
- Luhli
- Sidney Miller
- Nelson Pereira dos Santos
- Caetano Veloso
- Gilberto Gil
- Maria Bethania
- Oscar Niemeyer
- Joaquim Pedro de Andrade